# Evolution (альбом Journey)
Evolution — пятый студийный альбом группы Journey, выпущен 23 марта 1979 года на звукозаписывающем лейбле Columbia Records.

## Об альбоме
На тот момент Evolution стал самым успешным альбомом Journey в чартах (20 позиция), а также разошёлся в США тиражом более трёх миллионов копий. Барабанщик Эйнсли Данбар, который ушёл из группы сразу после тура в честь их предыдущего альбома, Infinity, был заменён Стивом Смитом, бывшим участником Montrose.
Альбом содержит первый хит Journey, попавший в Топ-20 США, «Lovin', Touchin', Squeezin'», который был вдохновлён песней Сэма Кука «Nothing Can Change This Love». «Lovin', Touchin', Squeezin'» достиг 16 позиции в США. «Just the Same Way» была исполнена оригинальным вокалистом Journey Грегом Роли вместе с новым, Стивом Перри. «Lovin', Touchin', Squeezin'» также появляется как часть композиции «The Big Medley» на A Change of Seasons, EP группы Dream Theater.

## Список композиций
1. «Majestic» (Perry/Schon) — 1:16
2. «Too Late» (Perry/Schon) — 2:58
3. «Lovin', Touchin', Squeezin'» (Perry) — 3:54
4. «City of the Angels» (Perry/Rolie/Schon) — 3:12
5. «When You’re Alone (It Ain’t Easy)» (Perry/Schon) — 3:10
6. «Sweet and Simple» (Perry) — 4:13
7. «Lovin' You Is Easy» (Errico/Perry/Schon) — 3:37
8. «Just the Same Way» (Rolie/Schon/Valory) — 3:17
9. «Do You Recall» (Perry/Rolie) — 3:13
10. «Daydream» (Perry/Rolie/Schon/Valory) — 4:41
11. «Lady Luck» (Perry/Schon/Valory) — 3:35

## Участники записи
- Стив Перри — вокал, бэк-вокал в «Just the Same Way»
- Нил Шон — гитара, бэк-вокал
- Грегг Роули — клавишные, бэк-вокал, вокал в «Just the Same Way»
- Росс Вэлори — бас-гитара, бэк-вокал
- Стив Смит — ударные и перкуссия

## Позиции в хит-парадах
Годовые итоговые чарты:
| Чарт (1980)                        | Позиция |
| ---------------------------------- | ------- |
| США (Billboard Top Popular Albums) | 46      |